# Dithyrostegia
Dithyrostegia é um género botânico pertencente à família Asteraceae.